# Каргин, Валерий
Вале́рий Миха́йлович Каргин (латыш.  Valērijs Kargins, 27 марта 1961 года, Рига) — латвийский бизнесмен, один из основателей банка Parex. Был признан одним из лидеров бизнеса в Европе.

## Биография
Валерий Каргин родился 27 марта 1961 года в Риге. В 1983 году окончил факультет журналистики Латвийского Государственного университета. В 1980-е годы работал журналистом в газете «ВЭФовец», вместе с супругой Татьяной Юрьевной воспитывали двоих сыновей. Благодаря протекции матери Татьяны, работавшей в Прокуратуре ЛССР, Валерий был переведён на должность заведующего отделом идеологии Рижского городского комитета комсомола. Состоял в КПСС. В 1989 году открыл одно из первых частных предприятий в СССР в сфере туризма. В 1991 году основал первую на территории бывшего СССР сеть пунктов обмена валют «Менялка». Главный пункт обмена находился на железнодорожном вокзале в Риге, где за кассой сидел Виктор Красовицкий. «Менялка» действовала до 2001 года.
В 1992 году Валерий Каргин стал одним из учредителей коммерческого банка Parex Banka. C 1998 года по 2008 год — президент и председатель правления Parex Banka.
На протяжении многих лет входил в число самых богатых латвийцев. В 2003 году был признан самым богатым человеком в Прибалтике. Валерий Каргин и его жена Татьяна Каргина были первыми владельцами эксклюзивного Maybach в Латвии.
8 декабря 2022 года вступил в силу приговор Рижского окружного суда, которым удовлетворено требование принадлежащего государству предприятия «Reap» против бывших собственников и членов правления Parex banka Валерия Каргина и Виктора Красовицкого о взыскании в солидарном порядке убытков в размере 81 180 583 евро. В счёт взыскания убытков, 6 февраля 2023 года, были проданы квартира в Риге и дом в Юрмале, принадлежащие Валерию Каргину.

## Parex банк
Parex banka основан в 1992 году и являлся одним из крупнейших коммерческих банков Балтии. В Parex banka находились часть счетов правительства Латвии, а также счета самоуправлений. Представительства, филиалы и дочерние предприятия Parex banka располагались в 15 странах мира. 8 ноября 2008 года находящийся в тяжёлой ситуации банк был национализирован правительством Латвии за сумму в 2 лата (около 4 долларов).

«Валерий Каргин — человек очень рациональный. И в ситуации, когда тебе говорят: „Отдай акции или сядешь“ — конечно, он выбрал первое»— Лато Лапса

## Кино
В 1976 году Валерий Каргин снялся в одной из главных ролей советского фильма «Семейная мелодрама». Потом неудачно пытался поступить в Москве во ВГИК. В 2010 году снялся в фильме «Разум и инстинкты» (Prāts vai instinkts). В своей книге Каргин пишет «Стань я кинорежиссером (планы были), останься журналистом — был бы другим человеком.»

## Личная жизнь
В 2006 году Валерий Каргин подал в суд на развод с Татьяной Каргиной. Бракоразводный процесс широко обсуждался в СМИ.Татьяна Каргина хотела взыскать с мужа половину от всего имущества и холдинга «Parex». По решению суда экс-супруге Валерия Каргина достались дома в Риге, на улицах Миесниеку, Дзирнаву, Звану и Орманю, общей стоимостью 4,5 миллиона латов. После развода Татьяна Каргина считается одной из самых богатых незамужних женщин Латвии.